# Andrea Stramaccioni
Andrea Stramaccioni (Rome, 9 januari 1976) is een Italiaans voormalig profvoetballer en huidig voetbaltrainer. 

## Trainerscarrière
Stramaccioni zag zijn voetbalcarrière als verdediger voortijdig eindigen met een zware knieblessure. Hij begon vervolgens als jeugdtrainer bij AS Roma. In 2011 ging hij aan de slag als coach van de Primavera van Internazionale. Met dit team bereikte hij de finale van de NextGen Series 2011/12. In de finale op 25 maart 2012 won Internazionale met 5-3 na strafschoppen van AFC Ajax.
Op dezelfde dag dat Internazionale het NextGen toernooi won, verloor de hoofdmacht van de club met 2-0 van Juventus. Na het ontslag van Claudio Ranieri op 26 maart 2012 nam Stramaccioni diens taken over als hoofdcoach van de Italiaanse club. Op vrijdag 24 mei 2013 werd Stramaccioni na een tegenvallend seizoen aan de kant gezet door Internazionale. De club eindigde negende in de Serie A. Zijn opvolger was Walter Mazzarri.
Stramaccioni zat meer dan een jaar zonder club, waarop Udinese hem in juni 2014 aanstelde als hoofdcoach. Als opvolger van Francesco Guidolin tekende hij een contract voor twee jaar, waarvan het tweede op basis van een eenzijdige optie. Stramaccioni werd dat seizoen met Udinese zestiende in de Serie A, het slechtste resultaat sinds 1995/96. De club liet hem daarop in juni 2015 vertrekken. Hij werd opgevolgd door Stefano Colantuono.
De tacticus werd op 9 november 2015 aangesteld als de nieuwe coach van Panathianikos. Hij tekende een contract voor anderhalf jaar, tot juni 2017. Stramaccioni loodste de Griekse topclub in zijn eerste seizoen naar een tweede plaats, weliswaar op grote afstand van kampioen Olympiakos. Het seizoen 2016/17 begon aanvankelijk goed, met onder andere de plaatsing voor de groepsfase van de Europa League, nadat het Zweedse AIK Solna en het Deense Bröndy IF in de voorrondes werden verslagen. Door tegenvallende resultaten in de competitie, en voornamelijk in diezelfde Europa League, kwam Stramaccioni later in het seizoen zwaar onder druk te staan. De 2-1 nederlaag tegen toenmalig tweedeklasser OFI Kreta in de beker eind november 2016 bleek uiteindelijk de teleurstelling te veel, waarna de Italiaan werd ontslagen.
Op 13 juni 2019 werd bekend dat de oefenmeester de nieuwe coach zou worden van de Iraanse club Esteghlal FC. Hij tekende een contract voor twee seizoenen. Ondanks de goede resultaten, Esteghlal won negen van zijn tien laatste wedstrijden onder Stramaccioni en was de competitieleider, kwam er in december 2019 een abrupt einde aan de samenwerking nadat de club er niet in slaagde haar financiële verplichtingen na te komen. Stramaccioni verdiende er naar verluidt 1,6 miljoen euro per jaar. 